# WQL
Windows Management Instrumentation Query Language (WQL) és la implementació de Microsoft del CIM Query Language (CQL), un llenguatge de consulta per a l'estàndard Common Information Model (CIM) del Distributed Management Task Force (DMTF). És un subconjunt de l'SQL estàndard ANSI amb canvis semàntics menors.
WQL s'empra a WMI i és dissenyat per fer consultes al repositori CIM per recuperar informació o rebre notificacions d'esdeveniments.

## Exemple
Com a exemple, la consulta WQL següent tria totes les unitats d'un ordinador que tenen menys de 2 Mo d'espai lliure:
```
SELECT
 
*
 
FROM
 
Win32_LogicalDisk
 
WHERE
 
FreeSpace
 
<
 
2097152

```